# Faunis decempunctatus
Faunis decempunctatus är en fjärilsart som beskrevs av Johann August Ephraim Goeze 1779. Faunis decempunctatus ingår i släktet Faunis och familjen praktfjärilar. Inga underarter finns listade i Catalogue of Life.